# Damian Rhodes
Damian Rhodes, född 28 maj 1969, är en amerikansk före detta professionell ishockeymålvakt som tillbringade tio säsonger i den nordamerikanska ishockeyligan National Hockey League (NHL), där han spelade för Toronto Maple Leafs, Ottawa Senators och Atlanta Thrashers. Han släppte in i genomsnitt 2,84 mål per match och höll nollan (inte släppt in ett mål under en match) tolv gång på 309 grundspelsmatcher. Rhodes spelade också för Newmarket Saints, St. John's Maple Leafs och Lowell Lock Monsters i American Hockey League (AHL); Greenville Grrrowl i ECHL och Michigan Tech Huskies i National Collegiate Athletic Association (NCAA).
Han draftades av Toronto Maple Leafs i sjätte rundan i 1987 års draft som 112:e spelare totalt.